# Rezerwat przyrody Ostoja żółwia błotnego
Rezerwat przyrody Ostoja żółwia błotnego – faunistyczny rezerwat przyrody położony w gminie Osieczna, powiecie leszczyńskim (województwo wielkopolskie).
Powierzchnia: 4,42 ha.
Został utworzony w 1974 roku w celu ochrony stanowiska żółwia błotnego (Emys orbicularis) w naturalnym biotopie – bagno połączone z jeziorem w kompleksie leśnym. Występują tu także inne gady i płazy: zaskrońce, ropuchy, kumaki i żaby brunatne.
Według badań prowadzonych przez ekspertów od tych gadów, żółw wyniósł się już z tego rezerwatu lub też został wyłapany.

## Podstawa prawna
- Zarządzenie Ministra Leśnictwa i Przemysłu Drzewnego z dnia 21 maja 1974 r. w sprawie uznania za rezerwat przyrody (M. P. z 1974 r. Nr 20, Poz. 121)
- Obwieszczenie Wojewody Wielkopolskiego z dn. 4.10.2001 r. w sprawie ogłoszenia wykazu rezerwatów przyrody utworzonych do dn. 31.12.1998 r.
- Zarządzenie Nr 10/11 Regionalnego Dyrektora Ochrony Środowiska w Poznaniu z dnia 8 marca 2011 r. w sprawie rezerwatu przyrody „Ostoja Żółwia Błotnego”